# Xavi Molina
Francesc Xavier Molina Arias, meglio noto come Xavi Molina (La Canonja, 19 luglio 1986), è un calciatore spagnolo, difensore del Reus FCR.